# Patrizia Falcone
Patrizia Falcone (Milán, 1961) es una arquitecta italiana establecida en España. Estudió en la Facultad de Arquitectura del Politécnico de Milán, donde se tituló en 1984. Desde 1991 es jefe del Área de Proyectos y Obras de Parques y jardines de Barcelona.

## Trayectoria profesional
En función de su cargo ha restaurado diversos parques y jardines de la ciudad condal, como el parque del Castell de l'Oreneta (1993), el parque del Laberinto de Horta (1994), los jardines de Can Sentmenat (1995), los jardines de la Tamarita (1996), los jardines del Palau de les Heures (1999), el Turó Park (2001), los jardines de Laribal (2002) y los del Teatre Grec (2009). En 1999 amplió el parque de la Estación del Norte, y en 2011 el del Turó del Putget. También ha realizado diversos parques y jardines de diseño propio, como el Bosquet dels Encants (1995, actualmente desaparecido), el Mirador del Poble Sec (1995), Can Miralletes (1997), los jardines de Rosa Luxemburg (1999), la transformación del antiguo Parque de Atracciones de Montjuïc en los jardines de Joan Brossa (2003) y el parque de la Primavera (2007). En 2003 realizó el Memorial del SIDA en el jardín de Aclimatación de Barcelona, en colaboración con Lluís Abad.